# Eugen Lenz
Eugen Lenz (* 19. April 1916 in Scherzingen; † 1. Juli 2004 in Zürich) war ein Schweizer Grafiker, Typograf und Maler.

## Leben und Werk
Eugen Lenz liess sich wie später sein jüngerer Bruder Max Lenz (1919–1998) an der Kunstgewerbeschule Zürich zum Grafiker ausbilden. Die Brüder betrieben zusammen von 1939 bis 1981 ein Grafikatelier. Sie schufen u. a. Plakate und entwarfen die unveröffentlichten Schriftarten Lenz Antiqua fett, Lenz Egyptienne, Lenz Grotesk licht und Lenz Grotesk licht schattiert.
Für das Schulhaus Hürstholz an der Seebacherstrasse 499 schufen sie das Wandbild Zwei Äffchen. Das Museum of Modern Art besitzt ein von den Brüder Lenz gestaltetes Plakat.